# Leerdammer
Leerdammer est  une marque néerlandaise exploitée pour identifier commercialement une série de fromages industriels, actuellement détenue par le groupe français Lactalis. Cette marque, créée en 1974, domine le marché des fromages à pâte semi-cuite en Europe de l’Ouest.
La marque Leerdammer est connue pour le ton décalé de ses publicités.
Les fromages attachés à cette marque sont fabriqués aux Pays-Bas à partir d'un lait standardisé et pasteurisé issu des laits crus réfrigérés de vache achetés et collectés auprès d'agriculteurs des environs de l'usine.
Le fromage générique (dont le nom n'est pas une marque commerciale) similaire au Leerdammer est le Maasdam, du nom du village de Maasdam.

## Histoire
Leerdammer est  une marque créée aux Pays-Bas. En 1914, Cees Boterkooper achète une laiterie près de Leerdam. En 1970, Cees Boterkooper s'associe avec Bastiaan Baars qui exploite une entreprise de négoce de fromages, de leur collaboration naissent la marque et les fromages Leerdammer. Ils ont l'idée de fusionner le moelleux du gouda avec la force de l'emmental, avec une touche de noisette. Cette marque a dépassé les frontières de son pays d'origine et est dorénavant commercialisée en Europe et en Amérique du Nord. Son lancement est effectué en France en 1987.
Au début des années 2000, Leerdammer Company BV ne parvient plus à faire grandir son produit ; la société cède la marque au groupe Bel. Le groupe fromager recentre la production et la vente sur les tranches ; elles sont passées de 9 000 à 30 000 tonnes en treize ans et les ventes de la marque ont cru de 15 %.
Le 21 mars 2021, Bel annonce céder la marque et ses activités de fabrication au groupe Lactalis en échange des parts que celui-ci détenait dans Bel, en conservant toutefois 0.9%.

## Fabrication
Ce fromage est fait à base de lait de vache pasteurisé, à pâte mi-cuite.
Il nécessite un affinage de 6 semaines à 12 mois.

## Description
- Forme : le fromage est de forme ronde, texture molle avec des trous.
- Composition pour 100 g[5] :
  - Valeur énergétique : 364 Cal
  - Protéines : 28 g
  - Lipides : 28 g dont AG Saturés : 19 g
  - Glucides : 0 g dont Sucres totaux : 0 g
  - Fibres alimentaires : 0 g
  - Sodium : 680 mg ce qui équivaut à environ 1,7 g de sel
  - 45 % de matière grasse[6]
  - croute : conservateur E235 et colorant E160b

## Données économiques
Le produit est désigné comme un produit d'appel. La grande distribution fait des efforts sur les prix ; le Leerdammer en tranche a une marge commerciale de 10 %, alors qu'elle pourrait être de 25 %.